# Wolfgang Amadeus Mozart en la cultura popular

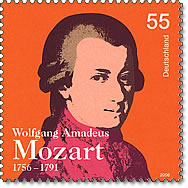
Sello postal de Alemania emitido en 2006 con motivo del 250 aniversario del nacimiento de Wolfgang Amadeus Mozart.

El compositor Wolfgang Amadeus Mozart tuvo una vida dramática en muchos sentidos, incluyendo su extraordinaria carrera como niño prodigio, sus luchas para alcanzar la independencia personal y desarrollar su carrera, sus problemas financieros y su muerte algo misteriosa mientras intentaba terminar su Réquiem; numerosos artistas han encontrado en Mozart una fuente de inspiración para sus obras. Tales trabajos han incluido novelas, juegos, óperas y películas. También se ha usado su imagen en la acuñación de monedas o en la emisión de sellos postales, en muchos casos con motivo de los aniversarios de su nacimiento o fallecimiento.

## Literatura
Las primeras obras principales de la literatura inspirada por Mozart fue de los escritores alemanes E. T. A. Hoffmann y Eduard Mörike. Hoffmann publicó su obra "Don Juan" en 1812 y Mörike la novela "Mozart auf der Reise nach Prag" ("El viaje de Mozart a Praga") en 1856. Mozart también aparece en la novela de Hermann Hesse El lobo estepario.
En la literatura moderna, el misterio que rodea la muerte del compositor es explorado dentro de un contexto de película de suspense popular en la novela de 2008 The Mozart Conspiracy del escritor británico Scott Mariani, quien elude la teoría establecida del envenenamiento del compositor por parte de Antonio Salieri para sugerir un motivo político más profundo detrás de su muerte.

### Infantil
El escritor de literatura infantil Daniel Pinkwater ha hecho aparecer a Mozart como personaje en varios de sus libros, incluyendo The Muffin Fiend, en el que Mozart ayuda a resolver un crimen en el que se vio envuelto una criatura extraterrestre que robaba magdalenas en las panaderías de Viena.
Mozart, así como su hermana Nannerl, era el personaje principal del segundo libro de la serie de libros de aventuras fantásticas 39 Clues, titulado One False Note.

## Teatro, cine y televisión
La obra dramática de Aleksandr Pushkin Mozart y Salieri está basada en la supuesta rivalidad entre ambos compositores, en particular la idea de que Salieri envenenó a Mozart causándole la muerte. Esta idea no es apoyada por los estudiosos modernos.
La obra teatral de 1979 Amadeus de Peter Shaffer se centra en la diferencia entre el genio verdadero y sublime (Mozart) y la mera artesanía de alta calidad. Shaffer parece estar especialmente interesado por el contraste entre el placer de Mozart por la vulgaridad (de la cual existen pruebas históricas, en forma de cartas a su prima) y el carácter sublime de su música. La escena en la obra de Shaffer en la cual Mozart dicta la música a Salieri sobre su lecho de muerte es completamente una invención del autor. Esta obra de Shaffer fue llevada al cine con el mismo título por el director Miloš Forman en el año 1984.
También está dedicado a Mozart uno de los mini capítulos del episodio de la serie estadounidense de animación Los Simpson titulado Margical History Tour. En él se hacen alusiones a la película de Milos Forman (y, a través de ella, al relato de Schaffer) adaptándolas al carácter de la serie y sus personajes. Así, Lisa Simpson hace las veces de una aplicada y esforzada Salieri que se desespera ante el éxito del Mozart gamberro y bromista que representa su hermano Bart.  
En 2007, Mozart fue interpretado por el actor británico John Sessions en el radioteatro 100 de la serie Doctor Who en una historia en la que exploraba las posibilidades de que Mozart hubiera sido inmortal.
En la televisión australiana ABC se ha emitido un programa llamado Little Amadeus, basado en la niñez de Mozart en Salzburgo.
Además, las obras de Mozart han sido utilizadas como parte de la banda sonora de numerosas películas y series de televisión.

## Ópera y musical
La ópera de Nikolái Rimski-Kórsakov Mozart y Salieri, basada en la obra teatral de Pushkin, también trata sobre la leyenda del envenenamiento de Mozart por parte de Salieri.
En la comedia musical de Reynaldo Hahn Mozart, con letra de Sacha Guitry, Mozart tiene aventuras amorosas en París en 1778.
El musical de Michael Kunze y Sylvester Levay Mozart!, estrenado en 1999, retrata un Mozart más viejo y sensual y muestra como lucha con el espectro de su niñez "de porcelana" casta y productiva. El musical fue compuesto en alemán, pero también es realizado en húngaro.
En el concierto S&M, de la banda Metallica con la Orquesta Sinfónica de San Francisco, el vocalista James Hetfield hace la introducción a su canción Of Wolf and Man con un juego de palabras, haciendo referencia a Mozart, llamándola "Of Wolfgang and Man"

## Videojuegos
El videojuego Amadeus Revenge de 1988 para Commodore 64, el jugador es Mozart y tiene como misión defender la integridad de su Concierto para piano n.º 25 de la corrupta influencia de músicos rivales.
También aparece en el videojuego para móviles Fate/Grand Order, como un servant invocable bajo la clase Caster, se hace presente durante la Order de Orleans junto con María Antonieta.

## Gastronomía

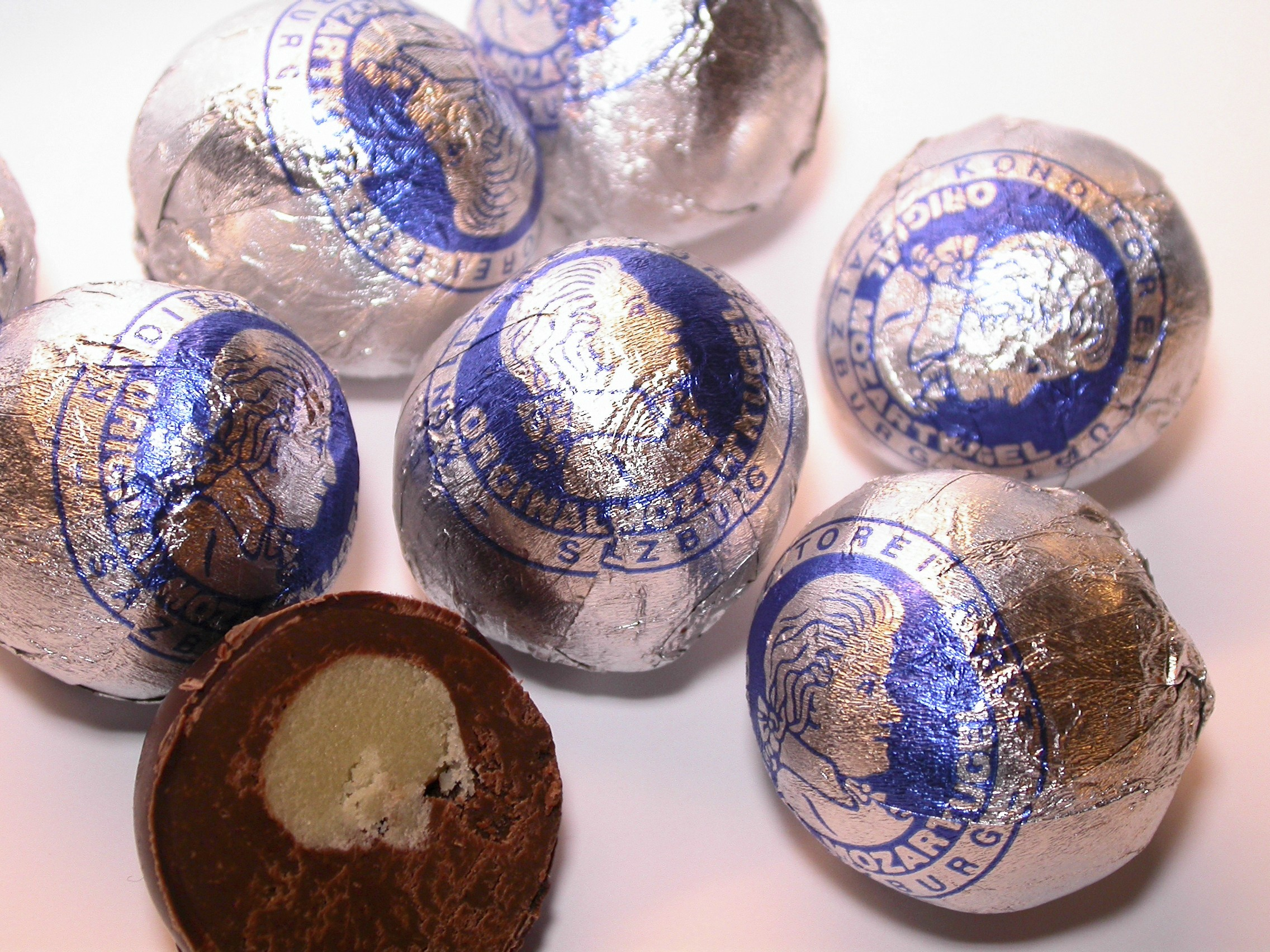
Mozartkugeln originales.

Las Mozartkugeln (singular Mozartkugel, en castellano "bola de Mozart") son un dulce tradicional de la gastronomía austriaca originario de la ciudad de Salzburgo. Fueron creadas por el pastelero Paul Fürst en 1890 y su nombre es un homenaje al compositor. La confitería Fürst sigue elaborándolas de forma artesanal y de acuerdo a la receta original. Como dicha confitería no posee los derechos legales sobre la denominación "Mozartkugeln" existen numerosas imitaciones del producto, generalmente fabricadas siguiendo métodos industriales. 

## Mozarteum
El término Mozarteum se refiere indistintamente a una institución de enseñanza musical, a una orquesta, a una fundación y a una sala de conciertos, relacionadas entre sí, estando todas localizadas en la ciudad austríaca de Salzburgo, en memoria del más famoso de sus ciudadanos, Wolfgang Amadeus Mozart.

## Filatelia y numismática
Existen numerosos sellos postales y otros documentos filatélicos y numismáticos de países de todo el mundo en honor a Wolfgang Amadeus Mozart. También ha aparecido en diversas monedas y medallas, acuñadas en muchos casos con motivo de los aniversarios de su nacimiento o de su fallecimiento. En Austria, país natal de Mozart, las monedas de 1 euro llevan la imagen del compositor haciendo referencia a que Austria es un país musical.